# LoVe SHouT!
LoVe SHouT!（ラブ・シャウト）は日本のロックバンド、モーモールルギャバンの2枚目のシングルCD。ビクターエンタテインメントのレーベル「Getting Better」より2013年9月4日にリリースされた。

## 解説
- プロデュースはヨシオカトシカズ、ジャケットは森俊博が手掛けた。
- 初回限定盤はTシャツ付き（デザインは森俊博）、更に2013年初となるワンマン・ツアー”URBAN NIGHT! 騒ぎまSHouT!TOUR”（9月14日〜）の各会場でグッズを購入の際に使用できるクーポン券も封入。
- 2014年公開の映画『スイートプールサイド』の主題歌に提供された[1][2]。

## 収録曲
1. LoVe SHouT! (4:05)
PVが作製されている。
映画『スイートプールサイド』主題歌。
丸山が考えたベースのフレーズを基に矢島が作曲した[3]。
2. MAD MADONNA  (4:41)
インスト曲。PVが作製されている。

（作詞・作曲：モーモールルギャバン）

## 参加メンバー
- ゲイリー・ビッチェ (矢島剛) ：ドラム/ヴォーカル (#1)
- ユコ＝カティ (尾家祐子) ：キーボード/ヴォーカル (#1)/コーラス/銅鑼 (#1, #2)
- T-マルガリータ (丸山知秀) ：ベース/コーラス